# Neuengörs
Neuengörs település Németországban, Schleswig-Holstein tartományban. Lakosainak száma 807 fő (2023. december 31.). Neuengörs Traventhal és Dreggers községekkel határos.

## Népesség
A település népességének változása:
| Lakosok száma | 619  | 753  | 800  | 798  | 809  | 813  | 807  |
|               | 1975 | 2014 | 2017 | 2019 | 2021 | 2022 | 2023 |